# Léon Gloden

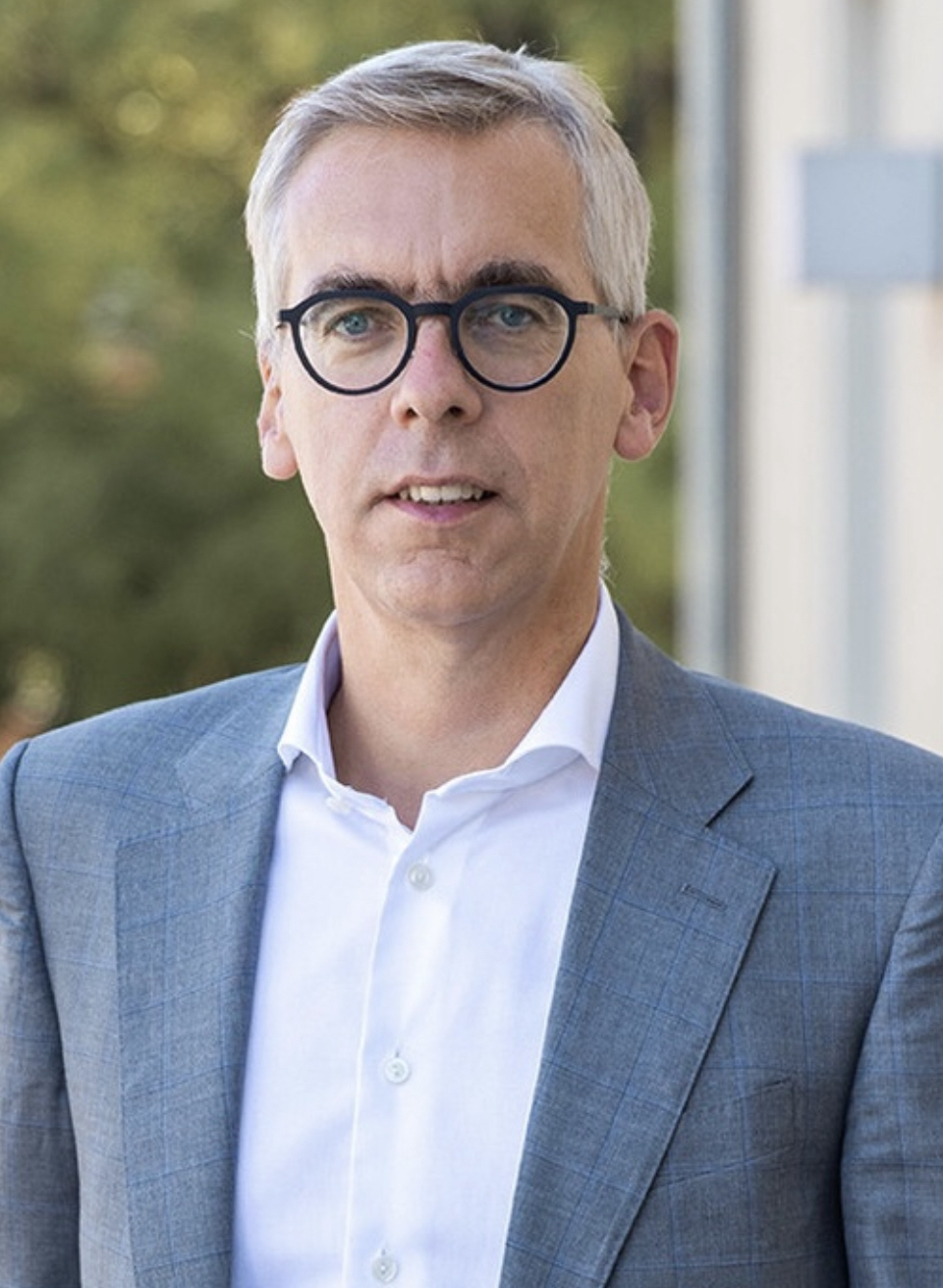
Léon Gloden

Léon Gloden (geboren am 9. Dezember 1972 in Ettelbrück) ist ein luxemburgischer Politiker und Anwalt. Er ist Mitglied der Christlich Sozialen Volkspartei (CSV), war Bürgermeister der Gemeinde Grevenmacher und von 2009 bis 2023 Abgeordneter im Parlament des Landes. Seit dem 17. November 2023 ist Léon Gloden luxemburgischer Innenminister.

## Leben

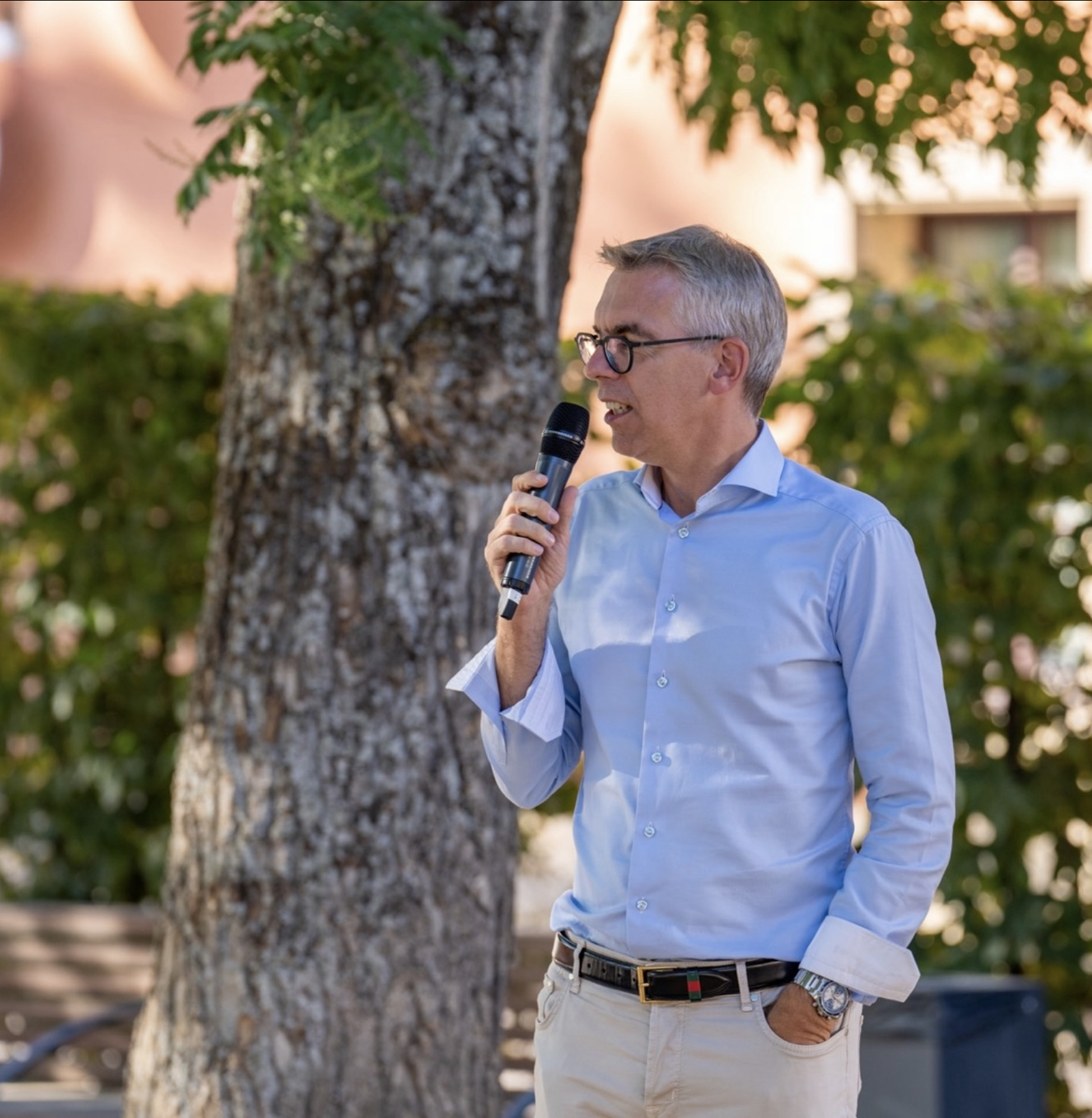
Léon Gloden 2022 in Grevenmacher

Léon Gloden wurde im Jahr 1972 in Ettelbrück geboren. Er besuchte das Lycée Classique d’Echternach. Er ist Sohn eines Notars.
Anschließend studierte Gloden Jura an der Universität Aix-Marseille III in Frankreich und erhielt dort seinen Abschluss. Er erhielt ebenfalls das Diplôme d’études européennes approfondies in Gemeinschaftsrecht am College of Europe in Brügge (Belgien).
Gloden ist seit 1999 Rechtsanwalt und trat im selben Jahr der großen Luxemburger Anwaltskanzlei Elvinger Hoss Prussen (EHP) bei. Im Jahr 2007 wurde er Partner bei EHP und ist spezialisiert in EU-Recht, Arbeitsrecht, Immobilienrecht. Er ist Autor verschiedener Veröffentlichungen zu Fragen des EU-Rechts. Gloden spricht Luxemburgisch, Französisch, Deutsch und Englisch.
Gloden war vor seinem Bürgermeisteramt in Grevenmacher Präsident des Organisationskomitees des dortigen Weinfestes (Cfg). Die Veranstaltung gilt als das größte Trauben- und Weinfest an der Luxemburger Mosel und in der Großregion.
Laut Medienberichten zählte Léon Gloden in seiner Zeit als Abgeordneter zu den meistverdienenden Abgeordneten im Luxemburger Parlament. Als Bürgermeister und Mitglied in verschiedensten Verwaltungsräten bezog Gloden jährlich über 40.000 Euro, neben den monatlichen Abgebordnetendiäten von um die 10.000 Euro. Hinzu kam seine Tätigkeit als Anwalt bei EHP, für die er mindestens 200.000 Euro jährlich dem Parlament als Nebeneinkunft gemeldet hatte.

## Politische Karriere
Léon Gloden ging auf Bitte des damaligen Bürgermeisters und Abgeordneten Norbert Konter mit der CSV in die Kommunalwahlen in Grevenmacher. Im Anschluss an diese Wahlen zog Gloden im Jahr 2000 in den Gemeinderat der Stadt ein und wurde dort Oppositionsführer.
Bei den Kammerwahlen 2009 kandidierte Gloden für die CSV im Wahlbezirk Osten. Aufgrund der Ernennung von Françoise Hetto-Gaasch zur Ministerin konnte Gloden nach den Wahlen ins Parlament einziehen.
Im Jahr 2011 siegte die CSV bei den Kommunalwahlen in Grevenmacher und Léon Gloden wurde Bürgermeister. Er formierte eine Koalition zwischen CSV und Déi Gréng. Bürgermeister Gloden und seine Koalition wurden bei den Kommunalwahlen 2017 und 2023 bestätigt.
Bei den Kammerwahlen 2013 und 2018 gelang Gloden jeweils der direkte Sprung ins Parlament. Bis Dezember 2018 war Gloden Präsident der CSV-Osten.
Von 2018 bis 2023 war Gloden Vize-Fraktionspräsident der CSV-Fraktion im Parlament, er ist ebenfalls Mitglied im Nationalvorstand der CSV. Gloden arbeitete federführend für die CSV an der Verfassungsreform des Landes mit, seine politischen Kernthemen sind Wirtschaft, Justiz und innere Angelegenheiten/Sicherheit.

### Innenminister Luxemburgs
Am 17. November 2023 wurde Léon Gloden vom Luxemburger Großherzog als Innenminister vereidigt. In der Regierung Frieden-Bettel ist er somit zuständig für Innere Angelegenheiten, Innere Sicherheit sowie Polizei und für Migration.
Direkt zu Beginn seiner Amtszeit als Minister machte Gloden von sich reden, als er die Entscheidung seiner Vorgängerin Taina Bofferding, das neue Polizeiregelement der Stadt Luxemburg zu blockieren, rückgängig machte. Im Konkreten handelt es sich um eine Einschränkung für Bettler in verschiedenen Straßen der Stadt. Vor allem die linke Opposition des Landes protestierte gegen Glodens Entscheidung und bezeichnete ihn als kalten Politiker, der Rechte von Bettlern einschränken würde. Er verwahrte sich dagegen und nahm Bezug auf den juristischen Kader des Polizeireglements, der das Einzige sei, was ihm zur Prüfung vorliege; für den Inhalt sei die Stadt Luxemburg mit ihrer Bürgermeisterin Lydie Polfer zuständig.
Im Zuge der Diskussion um Glodens Entscheidung beschmierten unbekannte Täter die Fassade des Privathauses von Gloden und zerstachen die Reifen vom Auto seines Sohnes. Die Tat wurde von der Luxemburger Politik auf das Schärfste verurteilt. Im Anschluss brach jedoch ein Kulturkampf zwischen Politikern und der linken Kulturszene des Landes aus.
Seit seiner Ernennung als Minister hat Gloden all seine anderen beruflichen Tätigkeiten aufgegeben.

## Ämter und Posten
- Innenminister, seit 2023[14]
- Polizeiminister, seit 2023[14]
- Migrationsminister, seit 2023[14]
- Abgeordneter im luxemburgischen Parlament, von 2009 bis 2023[3]
- Bürgermeister der Stadt Grevenmacher, von 2011 bis 2023[8]
- Mitglied des Gemeinderats der Stadt Grevenmacher, von 2000 bis 2023[8]
- Vize-Fraktionspräsident der CSV-Fraktion im Parlament, von 2018 bis 2023[11]
- Mitglied der CSV, seit 1999[3]
- Mitglied im CSV Nationalvorstand[12]
- Präsident der CSV Sektion Grevenmacher[18]
- Partner der Anwaltskanzlei Elvinger Hoss Prussen, seit 2007[2]
- Präsident der „Entente touristique de la moselle“, bis 2023[19]
- Präsident des SIAEG, bis 2023[20]
- Erster Vize-Präsident des Wasserversorgers SIDEST, bis 2023[21]
- Mitglied des Verwaltungsrates der Hafengesellschaft „Port de Mertert“, bis 2023[22]

## Privates
Léon Gloden ist verheiratet und hat zwei Kinder. Er lebt in Grevenmacher.